# ラファエウ・トロイ
ラファエウ・トロイ（Rafael Tolói, 1990年10月10日 - ）は、ブラジル・マットグロッソ州グローリア・ドエステ出身のサッカー選手。アタランタBC所属。イタリア代表。ポジションはDF。

## 経歴

### クラブ
2007年からブラジルのゴイアスECのユースチームでキャリアをスタートさせ、2009年にトップチーム昇格を果たした。2012年7月5日、サンパウロFCに5年契約で移籍した。
2014年1月31日、イタリアのASローマにレンタル移籍した。
2015年8月26日、アタランタBCに移籍することが発表された。

### 代表
ブラジル代表としてU-20代表でプレーした。
先祖がイタリアのトレヴィーゾ出身であるため、自身もイタリア国籍を保有しており、2021年2月にはイタリア代表としてプレーすることがFIFAに認められた。すると同年3月19日、2022年カタールW杯欧州予選の3試合のメンバーとして、ロベルト・マンチーニ率いるイタリア代表に30歳で初招集された。そして3月31日にアウェーの地LFFスタディオナスで行われた予選第3節のリトアニア代表との試合で先発フル出場し、代表デビュー戦を2-0の勝利で飾った。

## タイトル

### クラブ
ゴイアスEC
- カンピオナート・ゴイアーノ: 2009, 2012

 サンパウロFC
- コパ・スダメリカーナ: 2012

### 代表
イタリア代表
- UEFA欧州選手権：1回 (2021)